# Bundesstraße 414
Die Bundesstraße 414 (Abkürzung: B 414) ist eine  etwa 38 km lange deutsche Bundesstraße im Norden von Rheinland-Pfalz und (zu einem kleinen Teil) im Westen von Hessen. Sie führt in West-Ost-Richtung über den Hohen Westerwald und verbindet die B 256 mit der B 255.

## Verlauf
Die Straße beginnt in Altenkirchen (Westerwald) als Fortsetzung der B 256. Diese hat kurz zuvor die B 8 gekreuzt und dann Altenkirchen nördlich umgangen. An der Stelle nördlich von Altenkirchen, wo die B 256 nach Norden zum Siegtal abbiegt, läuft die B 414 weiter nach Osten. 
Sie verläuft zunächst auf einer Hochebene südlich der Kroppacher Schweiz nach Hachenburg und folgt dann für wenige Kilometer dem Tal der Großen Nister. Sobald sie dieses ostwärts wieder verlassen hat, passiert sie Bad Marienberg nördlich, kreuzt bei Salzburg (Westerwald) die B 54 und quert dann die Fuchskaute, die höchste Erhebung des Westerwaldes, an ihrer Südflanke. Kurz darauf überquert sie die Landesgrenze nach Hessen und trifft 1,8 km danach in der Nähe von Hohenroth an einem Kreisverkehr auf die B 255, wo sie endet. 
Sie wird von der B 255 in östlicher Richtung nach Herborn fortgesetzt.